# Кук, Расселл Эймс
Расселл Эймс Кук (англ. Russell Ames Cook; 1897 — 22 марта 1955, Бангор (Мэн)) — американский дирижёр и музыкальный педагог.
В 1930-е годы преподавал в Гарвардском университете и дирижировал Бостонским симфоническим ансамблем. Затем работал в Принстонском университете (в том числе как руководитель оркестра и, в 1943—1946 годах, старейшего университетского хора). Одновременно в 1937—1951 годы возглавлял Портлендский симфонический оркестр в качестве первого профессионального руководителя этого любительского в тот период коллектива; во главе оркестра установил связи с меценатами города, заложив финансовую основу деятельности коллектива, и провёл ряд этапных для него концертов (в частности, исполнение в 1939 году, к столетию его уроженца Джона Ноулза Пейна, сюиты из музыки Пейна к трагедии «Эдип-царь»). Композитор Перси Грейнджер отмечал исполнение Портлендским оркестром под управлением Кука в 1949 году своего Английского танца как одно из редчайших в своей жизни сильных впечатлений от собственной музыки.
Памяти Кука посвящена брошюра Хелен и Ларри Айзенбергов «Как дирижировать групповым пением» (англ. How to Lead Group Singing; 1955), многократно переиздававшаяся в США.